# Hoke Smith
Michael Hoke Smith (Newton, 2 settembre 1855 – Atlanta, 27 novembre 1931) è stato un politico e editore statunitense, Segretario degli Interni degli Stati Uniti d'America per Grover Cleveland e in seguito per due volte Governatore della Georgia.

## Biografia

### Origini e presidenza Cleveland
Nacque nel 1855 in Carolina del Nord; suo padre, Hildreth H. Smith, era professore all'università della Carolina del Nord, e fino a dopo la guerra civile americana suo figlio crebbe in un ambiente erudito, che lo indirizzò verso gli studi di legge. Nel 1868 tuttavia il padre perse il lavoro, e gli Smith si trasferirono ad Atlanta, dove nel 1873 Hoke Smith divenne avvocato; nonostante fosse in condizioni economiche precarie (viveva nel suo stesso studio legale) divenne ben presto uno degli avvocati più in vista della città, patrocinando spesso le cause dei cittadini contro le ferrovie statali. Nel 1883 sposò Birdie Cobb, nipote di Howell Cobb, uno dei più influenti politici americani della prima metà del XIX secolo e uno dei capi della Confederazione durante la guerra civile; ciò e il fatto di essere nipote di Robert F. Hoke, importante generale confederato durante la guerra di secessione, lo indirizzarono verso una carriera nel Partito Democratico.
Diventato benestante, nel 1887 comprò il quotidiano The Atlanta Journal, rendendolo in breve tempo il più letto della Georgia. Smith usò il proprio giornale per promuovere il suprematismo bianco e per supportare la campagna elettorale di Grover Cleveland nel 1892; il neo-eletto presidente, per ringraziarlo, lo nominò suo Segretario degli Interni. Quando però il presidente perse la nomination alle primarie democratiche del 1896 si dimise anticipatamente per supportare il nuovo candidato William Jennings Bryan. La sconfitta di Bryan alle elezioni presidenziali del 1896 danneggiò molto Smith, che per il decennio successivo si trovò politicamente emarginato.

### Governatore della Georgia
Nel 1906 Smith si decise a rientrare in politica, stavolta concorrendo direttamente per la carica di governatore della Georgia. Alle primarie democratiche si presentò anche Clarke Howell, editore del giornale rivale The Atlanta Constitution, e l'elezione si dimostrò fin da subito difficilissima poiché entrambi i candidati avevano quasi lo stesso numero di sostenitori. Per promuovere la propria campagna Smith si espresse nuovamente a favore del suprematismo bianco, e dalle pagine dell'Atlanta Journal cominciò a lanciare violenti attacchi contro gli afroamericani. Ciò inferocì molte bande di bianchi, che poco tempo dopo perpetrarono il massacro di Atlanta ai danni della comunità nera.
Nonostante fosse il mandante morale del massacro, le autorità non perseguirono Smith. Alle primarie riuscì infine a spuntarla sull'avversario per un piccolo margine, vincendo poi le elezioni governatoriali. Durante il suo primo mandato privò a tutti gli effetti i neri georgiani del diritto di voto, occupandosi poi di ampliare il sistema educativo e di abolire il lavoro forzato nelle prigioni.
Nel 1909 tuttavia, alla vigilia delle nuove elezioni, ruppe l'alleanza con l'influente politico Thomas E. Watson, che l'aveva in precedenza sostenuto: la frattura avvenne perché uno dei sostenitori di Watson era stato condannato a morte, e Smith si era rifiutato di commutare la sua pena. Smith si ritrovò quindi in minoranza tra i democratici, e perse la nomination di quell'anno a favore di Joseph M. Brown, che da allora divenne suo acerrimo nemico.
Nel 1911 riuscì tuttavia a battere Brown, venendo eletto governatore per la seconda volta. Il suo secondo mandato fu tuttavia breve, poiché poco tempo dopo Joseph M. Terrell, suo predecessore come governatore e un altro suo rivale, ebbe un ictus mentre serviva come senatore a Washington, e Smith ne approfittò per rimuoverlo dall'incarico per succedergli lui stesso. Rimase comunque governatore per molti altri mesi, assicurandosi di far passare leggi anti-lobby e riducendo l'orario lavorativo settimanale nelle fabbriche a sessanta ore.

### Ultimi anni e morte
Negli anni successivi continuò la sua rivalità con Brown e Watson, che lo sfidarono per il seggio al Senato. Nel 1914 Brown non riuscì a sconfiggerlo, mentre nel 1920 Smith perse in favore di Watson. Dopo quest'ultima sconfitta la sua carriera politica terminò, ma scelse di rimanere a Washington aprendo uno studio legale, tornando poi ad Atlanta nel 1925 e morendo sei anni più tardi.